# 21 (число)
Вижте пояснителната страница за други значения на 21.
Двайсет и едно (също и двадесет и едно) е естествено число, предхождано от двайсет и следвано от двайсет и две. С арабски цифри се записва 21, а с римски – XXI. Числото 21 е съставено от две цифри от позиционните бройни системи – 2 (две) и 1 (едно).

## Математика
- 21 е нечетно число.
- 21 е съставно число.
- 21 е число на Фибоначи.
- 21 е шестото триъгълно число (T6 = 1+2+3+4+5+6 = 21).
- 21 е безквадратно число.

## Други факти
- Химичният елемент под номер 21 (с 21 протона в ядрото на всеки свой атом) e скандий.
- 21 английски шилинга са равни на една гвинея.
- 21 точки е минимумът за победа в гейм на плажен волейбол.